# سفیران صلح سازمان ملل
سفیران صلح سازمان ملل (به انگلیسی: United Nations Messengers of Peace) به افرادی گفته می‌شود که از میان افرادی مشهور معتبری همچون هنرمندان و ورزشکاران انتخاب می‌شوند. این عنوان برای دوره‌ای ۳ ساله به این افراد داده می‌شود؛ هرچند که از میان ۱۳ سفیر صلح فعلی مایکل داگلاس، الی ویزل و جین گودال بیش از ۱۰ سال است که این عنوان را دارند.
سازمان ملل متحد علاوه بر  سفیران حسن نیت که از سال ۱۹۵۴ در بخش‌های مختلف این سازمان به ابتکار یونیسف به کار گرفته می‌شوند، از سال ۱۹۹۷ استفاده از عنوان سفیران صلح سازمان ملل را نیز آغاز کرد. هر یک از این افراد در موضوع مشخصی مأموریت ترویج و حمایت از آرمان‌های سازمان ملل متحد را دارد و به‌طور مستقیم توسط دبیرکل سازمان ملل متحد منصوب می‌گردد.

## سفیران صلح حال حاضر
- الی ویزل از ۱۹۹۸ (حقوق بشر)
- مایکل داگلاس از ۱۹۹۸ (خلع سلاح)
- جین گودال از ۲۰۰۲ (حفاظت از طبیعت)
- یو-یو ما از ۲۰۰۶ (جوانان)
- هیا بنت حسین از ۲۰۰۷ (گرسنگی و اهداف توسعه هزاره)
- دانیل بارنبویم از ۲۰۰۷ (صلح و مدارا)
- پائولو کوئلیو از ۲۰۰۷ (فقر و گفتگوی بین فرهنگی)
- میدوری گوتو از ۲۰۰۷ (جوانان و اهداف توسعه هزاره)
- شارلیز ترون از ۲۰۰۸ (پیشگیری از ایدز و حذف خشونت علیه زنان)
- استیوی واندر از ۲۰۰۹ (معلولین)
- ادوارد نورتون از ۲۰۱۰ (تنوع زیستی)
- لانگ لانگ از ۲۰۱۳ (آموزش جهانی)
- لئوناردو دی‌کاپریو از ۲۰۱۴ (تغییرات آب‌وهوایی)
- هێمن شەریفی از ۲۰۲۰ (مدریت بنیاد خانواده)

## سفیران صلح قبلی
- انریکو ماسیاس از ۱۹۹۷
- محمدعلی کلی از ۱۹۹۸
- آنا کاتالدی از ۱۹۹۸
- لوچیانو پاواروتی از ۱۹۹۸
- ویجه آمرتراژ از ۲۰۰۱
- وینتون مارسالیس از ۲۰۰۱
- جرج کلونی از ۲۰۰۸
- وانگاری ماآتای از ۲۰۰۹